# 金爆一家
「金爆一家」（きんばくいっか）は、フジテレビで2012年10月21日から2013年3月24日まで放送されていたバラエティ番組。ゴールデンボンバー自身初の冠番組。関東地区のみのローカル放送。

## 番組概要
コント仕立ての5分間のインフォマーシャル・バラエティ番組。ゴールデンボンバーのメンバー4人が貧乏一家「金爆家」の四兄弟に扮し、「美味しい大人」と称したクライアントの広報および宣伝スタッフを招き、プレゼントをねだり（兄弟4人で簡単なゲームをし勝者が獲得するルールが主だが、初期のころは全員がもらえていた。）獲得するが、他人を家に勝手に招くのが嫌いな母親（鬼母）に必ずメンバー一人が無作為に選ばれ罰ゲームを受けてしまう。なお、番組中にはCMとは別に、30秒のクライアントによるCM映像と、クライアントとは無関係の30秒CMが流される。収録はリハーサルに一日掛け、そこで2本の収録を行う。基本的に大枠に基づいて収録されるものの、宣伝内容に合わせてトーク内容を調整したり、アドリブを調整している。
2013年3月24日（23日深夜）の放送でレギュラー放送（全21回）が終了。3月29日（28日深夜）「金爆一家 春の1時間SP〜ガチンコサバイバルツアーin熱海〜」の特番をもって終了となった。

## 出演者

### 金爆家

#### 長男・けんじ
演：樽美酒研二
ヤクルトスワローズの帽子を被り、白いTシャツに半ズボンといういでたち。いつも「美味しい大人」をどこからともなく連れてきては押し入れに隠している。スケベで、美味しい大人が女性の場合は躊躇無くセクハラをはたらく。

#### 次男・しょう
演：鬼龍院翔
赤色のジャージに段ボールで作られたサイヤ人のような肩パッドを付けている。インターネット中毒のオタクという設定ではあるが、金爆家にネット環境はまったく無く、ネットをやっている様子も番組中では一度も無い。

#### 三男・ゆたか
演：喜矢武豊
やんちゃで落ち着きのない野生児。新聞紙で作られた刀を振り回しよく暴れる。服装はガチャピンのパチモノTシャツに、裾の破れた緑のジャージのズボン。凄まじくマイペースで、兄弟達や美味しい大人を新聞紙刀で唐突に殴りつけることもしばしば。

#### 四男・じゅん
演：歌広場淳
ナルシストでロマンチスト。青色のジャージに、ぬいぐるみ二匹（ぬいぐるみ自体は三匹あり、残り一匹は手に持っていたり持っていなかったりと回によってしばしば）を挟んだ腹巻を付けている。兄達（特にゆたか）が暴走すると止めに入るが、止められない場合が多い。末っ子ながら一応ツッコミ役。しかし要領が悪く、兄達に責任を押し付けられ罰ゲームを受けることが多い。滑舌が悪く噛みやすいという設定だが、クライアントの紹介台詞などを噛むことは少ない。

#### 鬼母
演：所恵美（当時ゴールデンボンバー担当マネージャー）
四兄弟の母親。名前は不明。割烹着姿におばさんパーマのいでたち。趣味はお仕置き。非常に気性も口も荒く、自分が家を空けている隙に四兄弟が他人（美味しい大人）を勝手に家に入れることを何よりも嫌う。番組終盤に必ずおしおき(罰ゲーム)を執行する。なぜか芸能人やガチャピンなどと知り合っており、謎が多い。

## スペシャル

### 金爆一家〜まさかの1時間SP‼︎〜
2012年12月30日（29日深夜）には、1時間スペシャル（放送時間は1:20 - 2:20）が行われた。通常のインフォマーシャルに加え金爆家の祖母という設定の研ナオコをゲストに迎えたコントや、青木隆治、武井壮、ガチャピンらをゲストに招き、豪華な内容で放送された。

### 金爆一家 春の1時間SP〜ガチンコサバイバルツアーin熱海〜
レギュラー放送終了翌週の3月29日深夜（28日深夜）に1時間スペシャル（放送時間は1:45 - 2:45）として放送。春休みどこにも連れて行ってもらえずに家で退屈してたところに、“タダで”参加できる熱海ツアーという“おいしいハナシ”が書かれたチラシを長男けんじがもって駆け込んでくる。熱海に着いた4兄弟はツアーガイドのハマカーンに連れられ過酷なサバイバルツアーに挑む。途中行われる各競技で1位になるとベガス味岡がインフォマーシャルを兼ねて紹介した商品を獲得できるほか、2位3位にも食事や温泉などの豪華なもてなしがある。しかし、最下位になると食事抜き、氷風呂に入るなど過酷な罰ゲームを受ける。結果けんじが総合最下位となり更に罰ゲームを受けるが、そこに鬼母が現れ結局4兄弟は熱海秘宝館でお仕置きを受けることに。
.

## スタッフ
- ナレーター：白石冬美
- 企画：夏野亮（フジテレビ）
- 構成：松田敬三、堀由史、佐藤大地
- CAM：岩崎真澄、高師千吉（フロムアール）
- VE/音声：内田尚宏（フロムアール）
- 照明：式顕義（アンバーライト）
- 美術プロデューサー：矢野雄一郎（フジアール）
- 美術進行：古賀飛・椛田学（フジアール）
- 大道具営業：中村達也（東宝舞台）
- 大道具操作：古川竜次（東宝舞台）
- アクリル装飾：日野邦彦（ナカムラ綜美）
- 小道具：テレフィット
- 持ち道具：京阪商会
- 衣裳：重山翔介（松竹衣裳）
- 床山：矢津田一寛（山田かつら）
- CG：鈴木浩之
- 音効：比良野邦子（OKK）
- TK：荒井順子
- 編集：谷崎健一（オールビジョン）、望月武
- MA：本橋純一（オールビジョン）、山際卓郎（読売映像）
- SPECIAL THANKS：奥平高之、岸本渉、伊藤三朗、菅野功司、一枝悟史
- 編成：木沢基（フジテレビ）
- 広報：瀧澤航一郎（フジテレビ）
- AD：小林信平、森口秀太、瀬戸祐太郎、関友弥
- ディレクター：伊東英剛、川口絵美/長沼昭悟
- 演出：中島伸二
- AP：丹羽花奈・氣賀由佳（フジテレビ）
- プロデューサー：花立慎一、河野友加、嶋津奈穂
- チーフプロデューサー：難波加奈子（フジテレビ）
- 制作協力：スタジオアルタ
- 制作：フジテレビ営業局
- 制作著作：フジテレビ